# American Dreams
American Dreams é uma série de drama para televisão que retrata a vida de uma típica família americana nos anos 60. A série se passa entre 1963-65. Foi gravada e produzida nos Estados Unidos de 2002–2005 e transmitida pela NBC. No Brasil, foi exibida pela Sony, e pelo Animax.

## Personagens

### Personagens Principais
- Margaret "Meg" Pryor (Brittany Snow) — a protagonista da série. Sonhadora e romântica, às vezes toma decisões sem pensar. Dança no popular programa musical American Bandstand.
- Helen Pryor (Gail O'Grady) — esposa de Jack. Inicialmente dona de casa, mas depois consegue emprego numa agência de viagens.
- John J."Jack" Pryor (Tom Verica) — pai dedicado e rígido, chefe de família e dono de uma loja de eletrônicos.
- John J. "JJ" Pryor Jr. (Will Estes) — o filho mais velho. É um talentoso jogador de futebol americano. Se alista para os Fuzileiros Navais e luta na Guerra do Vietnã.
- Patricia "Patty" Pryor (Sarah Ramos) — a filha inteligente da família, e às vezes meio irritante.
- William "Will" Pryor (Ethan Dampf) — o filho mais novo da família Pryor. Sofre de Poliomielite.
- Henry Walker (Jonathan Adams) — o empregado negro de Jack em sua loja. Depois se tornam sócios. Também é chefe de família.
- Elizabeth "Beth" (Mason) Pryor (Rachel Boston) — namorada de JJ, se casam na terceira temporada quando ele volta do Vietnã. Eles têm um filho chamado "Trip".
- Roxanne Bojarski (Vanessa Lengies) — a melhor amiga de Meg. Vive se metendo em confusão. Dança junto com a amiga no American Bandstand.

### Personagens Secundários

#### Família Pryor
- Pete Pryor (Matthew John Armstrong) — irmão mais novo de Jack, é um oficial de polícia. É viciado em álcool e jogatina. Quase se casa com Nancy (colega de trabalho e amiga de Helen) na segunda temporada, mas se arrepende no último minuto.
- Theodore "Ted" Pryor (Christopher Cousins) — irmão mais velho de Jack e Pete, um homem de negócios bem-sucedido que não mantém tanto contato com a família. Só aparece em poucos episódios, morre num acidente de carro na terceira temporada.
- Melissa Pryor (Natalie Marston) — a filha de 18 anos de Ted, sobrinha de Jack, Helen e Pete. Entrou na Vassar College no outono de 1966.
- John J. "Trip" Pryor III — filho de JJ e Beth, nasce na terceira temporada.

#### Família Walker
- Gwen Walker (Adina Porter) — a esposa de Henry que trabalha como empregada, morre de câncer na segunda temporada.
- Angela Walker (Aysia Polk) — filha de Henry e Gwen, quase da idade de Patty.
- Samuel "Sam" Walker (Arlen Escarpeta) — o filho de Henry e Gwen e amigo de Meg, se tornam mais que amigos na terceira temporada.
- Nathan Walker (Keith Robinson) — o sobrinho rebelde de Henry. Vai preso; mas depois se recupera e trabalha com entregas.

## Temporadas
| # | Nº de episódios | Início da temporada    | Final da temporada  | Temporada na TV | Pos. | Telespectadores (em milhões) |
| - | --------------- | ---------------------- | ------------------- | --------------- | ---- | ---------------------------- |
| 1 | 25              | 29 de setembro de 2002 | 18 de maio de 2003  | 2002–2003       | #56  | 9,98                         |
| 2 | 19              | 28 de setembro de 2003 | 4 de abril de 2004  | 2004–2005       | #67  | 8,75                         |
| 3 | 17              | 26 de setembro de 2004 | 30 de março de 2005 | 2005–2006       | #79  | 7,20                         |